# Château de Barxell
Le château de Barxell est un château situé sur la commune d'Alcoy (Alicante) (Communauté valencienne, Espagne).

## Description
Le château de Barxell est un bâtiment médiéval du XIIIe siècle, qui se trouve sur un monticule rocheux au milieu d’une forêt de pins, à proximité de la route CV-795 entre Alcoy et Banyeres de Mariola. Il est situé dans le secteur rural de Barxell à 800 mètres d’altitude, à proximité de Les Solanetes où se situait un noyau d’époque musulmane. 
Le château de Barxell est situé dans la vallée de Polop, une enclave naturelle d’une grande valeur panoramique, située entre deux parcs naturels, la Font Roja et la Serra de Mariola.

## Histoire
Construit au XIIIe, l’intérêt de ce site réside dans ses adaptations successives aux nécessités, tant historiques que religieuses, notamment celles correspondant à l’époque almohade. 
De nos jours, le château, axe emblématique d'Alcoy, bénéficie des travaux nécessaires à sa conservation et à sa restauration.